# Хуньхе
Хуньхе (кит. трад.: 渾河; піньїнь: 浑河) — річка в китайській провінції Ляонін.
Річка утворюється злиттям річок Інехе та Хунхе. Найбільші міста, розташовані на берегах річки — Шеньян і Фушунь. Впадає до річки Даляохе.
| Китай | Це незавершена стаття з географії КНР. Ви можете допомогти проєкту, виправивши або дописавши її. |

| Річка | Це незавершена стаття про річку. Ви можете допомогти проєкту, виправивши або дописавши її. |